# شکرستان علی محمد حکیم

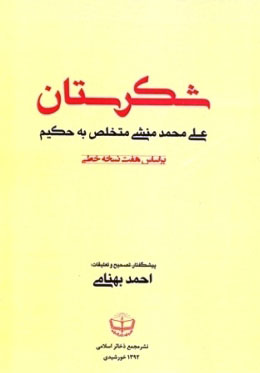
کتاب شکرستان علیمحمد حکیم

در سال 1290 (قمری) علی محمد حکیم که در شهر قم نایب تولیت مقبره فتحعلی شاه قاجار را به عهده داشت و از منشیان و نویسندگانی بود که در خدمت اعتضادالدوله بود، به امر وی مشغول نوشتن کتاب شکرستان شد. وی کتاب شکرستان را ابتدا در 20 حکایت به نظم و نثر نوشت و سه سال بعد برای مظفرالدین میرزا ولیعهد نسخه‌ای دیگر از آن ترتیب داد که شامل 31 حکایت بود. کتاب شکرستان شامل حکایتهایی از گذشتگان و زندگی شخصی علی محمد حکیم است. در این کتاب حکیم از معاصرین خود نظیر ابوالفتح میرزا مؤیدالدوله و علی امین الدوله و میرزا سهای شاعر نام برده است و به مدح ناصرالدین شاه پرداخته است. بعضی از حکایت‌های شکرستان از منابعی نظیر تاریخ بیهقی و هزار و یک شب اقتباس شده‌اند.
از کتاب شکرستان چند نسخه خطی باقی‌مانده است که بعضی از آن‌ها به خط خود علی محمد حکیم است. علی محمد حکیم در شکرستان تلاش بسیار کرده است سبک سعدی را در گلستان تقلید کند. با این تفاوت که گلستان در هشت باب نوشته شده است ولی علی محمد حکیم ابتدا قصد داشته است شکرستان را در چهار جزء بنویسد ولی گویا هرگز موفق نشده است به کتاب خود نظم و ترتیب مناسبی بدهد.
نمونه‌ای از حکایات شکرستان:
در سیر ستوده ملوک و نیکوئی داد و انصاف و عدل و رأفت بر عامّه خلق حکایت: پیرزنی مظلمه پیش ملکشاه  برد در آن هنگام که بر فراز پل زاینده رود ایستاده بود و گوش بر عرایض دادخواهان نهاده. عوانانش از پیش براندند پادشاهش پیش خواند  و نوازش فرمود. گویند عنانش بگرفت و زبان ثنا بگشود و گفت: «دادگرا برین پل عنانت گرفتم و بر صراط دامنت خواهم گرفت اگر فردا جوابم توانی دادامروز دادم مده.»  ملکشاه سخت بگریست و دادش بداد. قطعه  
| خدای را چو نخواهی ز خویشتن آزرد |  | روا مدار به کس ظلم و جور بی سببی |
| هزار ملک قدر خان و دولت سلجوق   |  | توان بهم زدن از خیل آه نیمشبی    |

این اثر در سال 1392، توسط احمد بهنامی و بر اساس 7 نسخۀ خطی تصحیح و منتشر شده است.